# Camille Flammarion
Nicolas Camille Flammarion, più conosciuto col nome di Camille Flammarion (Montigny-le-Roi, 26 febbraio 1842 – Juvisy-sur-Orge, 3 giugno 1925), è stato un astronomo, editore e divulgatore scientifico francese, autore prolifico di più di cinquanta opere, tra le quali guide divulgative popolari di astronomia e romanzi scientifici anticipatori della fantascienza.

## Biografia
Camille era il fratello di Ernest Flammarion (1846-1936), fondatore del gruppo editoriale francese Groupe Flammarion. Iniziò la sua carriera come astronomo nel 1858 come collaboratore dell'Osservatorio di Parigi. Nel 1883 fondò un osservatorio astronomico a Juvisy-sur-Orge, dotato di un rifrattore acromatico di 240 mm di diametro installato sotto una cupola di metallo di 5 metri di diametro, e nel quale era presente anche un'enorme biblioteca e un quadrante murale. Nel 1887 fondò la Société Astronomique de France (S.A.F.), di cui fu il primo presidente, e fu fondatore e direttore della rivista L'Astronomie, che dal 1887 divulgava un Bulletin di aggiornamento sulle attività della S.A.F.
Flammarion fu il primo a suggerire gli attuali nomi di Tritone, satellite di Nettuno e Amaltea, satellite di Giove, sebbene questi nomi sarebbero stati ufficialmente accettati solo diversi decenni dopo.
Fin da giovanissimo, fu seguace di Allan Kardec e coltivò per tutta la vita un ardente passione per lo spiritismo e le scienze occulte in genere. Divenne presidente della Society for Psychical Research nel 1923 e si iscrisse anche alla Società teosofica e fu membro d'onore dell'Ordine Martinista di Papus. Alla morte del suo amico Allan Kardec, pronunciò un discorso significativo, rifiutando la presidenza della Société spirite de Paris..
Si sposò due volte: la prima con Sylvie Petiaux, fondatrice nel 1899 di un'associazione pacifista, e dopo la morte di Petiaux, sposò la collega Gabrielle Renaudot, anch'essa astronoma. La Renaudot dopo la morte di Camille condusse l'osservatorio da lui fondato fino alla sua morte, nel 1962. Dopo questa data l'osservatorio, praticamente abbandonato, passò alla SAF, e gli strumenti furono trasferiti al quartier generale di quella società.

## Riconoscimenti
Gli sono stati inoltre dedicati il cratere Flammarion sulla Luna, il Cratere Flammarion su Marte e l'asteroide 1021 Flammario.

## Opere
- Les Habitants de l'autre monde; révélations d'outre-tombe publiées par Camille Flammarion, communications dictées par coups frappés et par l'écriture médiumnique au salon Mont-Thabor, médium mademoiselle Huet, 1862
- La pluralità dei mondi abitati (La Pluralité des mondes habités, 1862), Milano, Carlo Simonetti, s.d. ma 1875
- I mondi immaginari e i mondi reali: viaggio astronomico pittoresco nel cielo e rivista critica delle teorie umane scientifiche e romanzesche, antiche e moderne sugli abitanti degli astri (Les Mondes imaginaires et les mondes réels, 1864), traduzione italiana di C. Pizzigoni, Milano, C. Simonetti, 1880
- Des Forces naturelles inconnues; à propos des phénomènes produits par les frères Davenport et par les médiums en général, Étude critique par Hermès, 1865
- Les Mondes célestes, 1865
- Études et lectures sur l'astronomie, 9 voll., 1880
- Dieu dans la nature, 1866[6]
- Lumen, 1866 (tr. it. di M.G.Paolucci, prefazione di Francesco Zingaropoli, collana editoriale "Autori Celebri"). Roma, Voghera editore, 1907.
- Contemplations scientifiques, 1870
- Voyages aériens, 1870
- L'atmosfera: descrizione dei grandi fenomeni della natura (L'Atmosphère, 1871), e voll. Milano, Carlo Simonetti
- Récits de l'infini, 1872
- Storia del cielo (Histoire du ciel, 1872); edizione italiana di C. Pizzigoni con disegni di Benett, Milano, fratelli Simonetti, 1874
- Récits de l'infini, Lumen, histoire d'une comète, 1872
- Dans l'infini, 1872
- Vie de Copernic, 1873
- Les Terres du ciel, 1877
- Atlas céleste, 1877
- Cartes de la Lune et de la planète Mars, 1878
- Catalogue des étoiles doubles en mouvement, 1878
- Astronomie sidérale, 1879
- L'astronomia popolare (Astronomie populaire, 1880), Sonzogno, Milano, 1885
- Le stelle e le curiosità del cielo (Les étoiles et les curiosités du ciel, 1881), Sonzogno, Milano, 1927. Ristampa anastatica: Bologna, Pitagora, 1996.
- Il mondo prima della creazione dell'uomo (Le Monde avant la création de l'homme, 1886), traduzione italiana con note del dott. Diego Sant'Ambrogio, Milano: Sonzogno, 1886
- Dans le ciel et sur la Terre, 1886
- Les Comètes, les étoiles et les planètes, 1886
- Uranie, 1889
- Centralisation et discussion de toutes les observations faites sur Mars, 2 voll., 1892
- La fine del mondo (La Fin du monde, 1894)
- L'Inconnu et les problèmes psychiques, manifestations de mourants. Apparitions. Télépathie. Communications psychiques. Suggestion mentale. Vue à distance. Le monde des rêves. La divination de l'avenir., 1900
- Les Imperfections du calendrier, 1901
- I fenomeni del fulmine (Les Phénomènes de la foudre, 1905), Sonzogno, Milano, 1930
- L'Atmosphère et les grands phénomènes de la nature, 1905
- Les Forces naturelles inconnues, 1907
- Mémoires biographiques et philosophiques d'un astronome, 1911
- La morte e il suo mistero (La Mort et son mystère, 3 voll. I: Avant la mort (1920), II: Autour de la mort (1921), III: Après la mort (1922)),: La morte e il suo mistero, I: Prima della morte, II: In prossimità della morte, III: Dopo la morte, Milano, Sonzogno, 1937. Ristampa: Milano, Insubria, 1979.
- Les Maisons hantées: en marge de «La mort et son mystère», 1923
- Discours présidentiel à la Society for Psychical Research, suivi d'Essais médiumniques, 1923